# アーダルベルト2世・フォン・バーベンベルク
アーダルベルト2世（ドイツ語：Adalbert II., 1107年ごろ - 1137年11月9日/1138年）は、バーベンベルク家のオーストリア辺境伯レオポルト3世の長男。敬虔公（der Andächtige）といわれる。レオポルト4世およびハインリヒ2世の異母兄である。
アーダルベルト2世は2度結婚した。
1. アーデルハイト（1114年頃 - 1132年以前） - 一説にはポーランド公ボレスワフ3世の娘とも考えられているが不明。
2. ヘートヴィヒ（ゾフィー）（1107年 - 1138年） - 1132年に結婚、ハンガリー王ベーラ2世の姉妹。

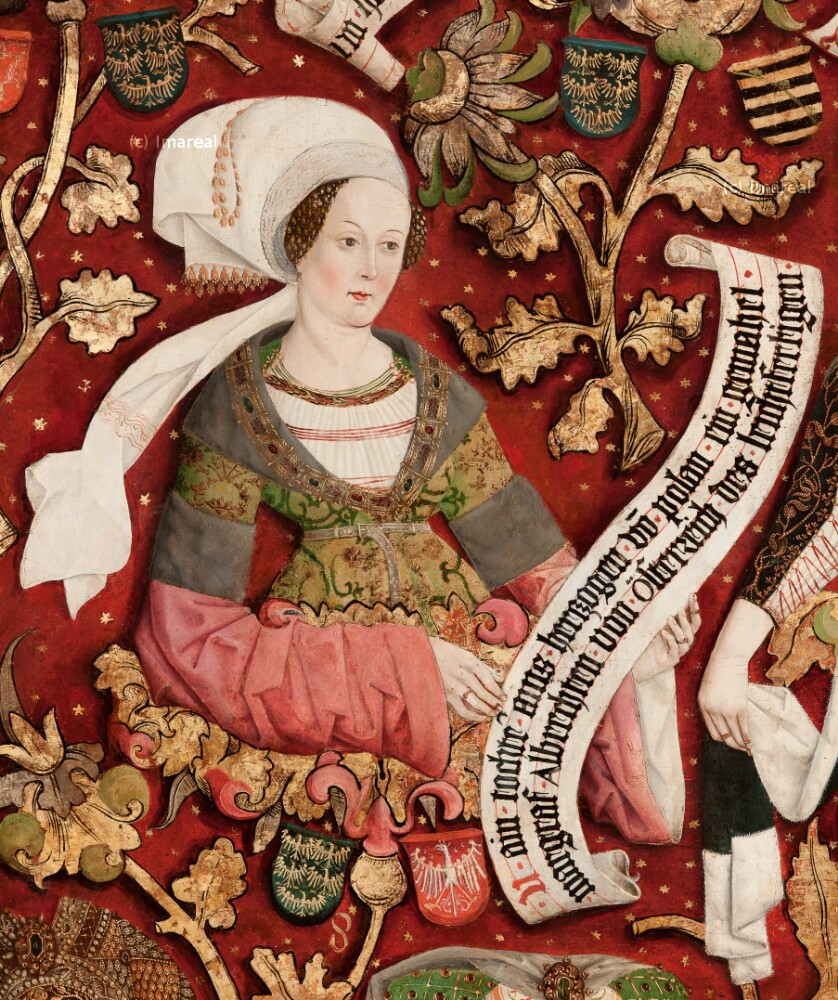
最初の妃アーデルハイト
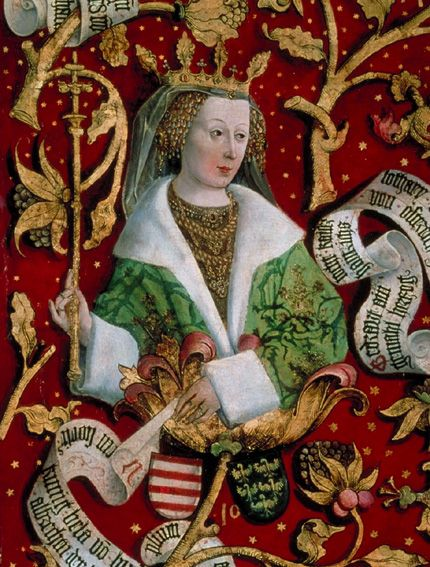
2番目の妃ヘートヴィヒ